# Gioacchino Martorana
Gioacchino Martorana (* 19. August 1736 in Palermo; † 27. November 1779 ebenda) war ein italienischer Maler des Klassizismus und des Rokoko in Rom und auf Sizilien.

## Leben
Von seinem Vater, dem Freskomaler Pietro Martorana erhielt er seinen ersten Unterricht. Um 1752 ging er nach Rom zum Vedutenstecher Giuseppe Vasi, der wahrscheinlich ein Schüler von Gioacchinos Vater war. Durch Vasis Vermittlung kam er in die Werkstatt der klassizistischen Maler Sebastiano Conca und Marco Benefial, dessen Tochter Caterina er heiratete. Als einzige künstlerische Tätigkeit in Rom sind Tafelbilder nachgewiesen, die er für Santa Dorotea schuf.
In den frühen sechziger Jahren war er wieder auf Sizilien aktiv, wo er 1764 seinen ersten namhaften Auftrag vom Gerichtspräsidenten Giuseppe Asmundo erhielt, die Räume seines Palastes in Palermo mit Fresken zu versehen. Das Ergebnis dieser Arbeit machte Gioacchino Martorana zum gefeierten Künstler in Palermo und zu einem der beliebtesten Dekorationsmaler des Adels, wie des Principe di Comitini, Michele Gravina y Cruillas, der 1770 seinen Palast von ihm dekorieren ließ.
Anfänglich am römischen Klassizismus von Carlo Maratta und Sebastiano Conca orientiert, wechselte er zu einem Malstil, der den sinnlich-eleganten französischen Rokoko mit der Robustheit der sizilianischen Kunst verbindet.

## Werke
Fresken für Paläste und Kirchen
- Palazzo Natoli (Palermo): Dekorative Fresken, u. a. eine Assunta und die Anbetung des Vinzenz Ferrer (nach 1765)
- Palazzo Asmundi (Palermo): Deckenfresken mit den Tugenden der Justiz für mehrere Räume (1764)
- Palazzo Celestri di S. Croce oder Palazzo di S. Elia (Palermo): Freskendekoration
- Santa Ninfa dei Crociferi, Chor (Palermo): Deckenfresko Triumph des Kreuzes (um 1768)
- Palazzo Comitini (Palermo), Sala Martorana: Allegorisches Deckenfresko (1770)
- Palazzo Guggino (Palermo): Fresko einer Allegorie der ehelichen Liebe
- Palazzo Branciforte di Bufera (Palermo): Freskodekoration mit Scheinarchitektur
- Palazzo Bordonaro (Palermo): Fresko Allegorie der ehelichen Liebe

Tafelbilder
- Chiesa Madre di San Giovanni Battista (Bisacquino): Tafelbild Immacolata
- Santuario di San Angelo (Licata): Altargemälde Kreuzabnahme und Pietà (1778)
- Santa Maria di Monte Oliveto (Palermo): Tafelbild Vier Märtyrer (1765)
- Chiesa dei Tre Re (Palermo): Tafelbild Anbetung der Könige
- Santa Ninfa dei Crociferi, Chor (Palermo): Vier Tafelbilder der Kirchenväter, Wandgemälde Ninfa, umgeben von den Heiligen Agathe, Rosalia und Olivia, huldigt der Trinität, der Jungfrau Maria und Josef (1768)
- Chiesa dell’Annunziata (Caronia): Tafelbild Annunziata
- Chiesa di Sant’Isidoro (Caccamo): Tafelbild Der Heilige Augustinus in Ekstase
- Museo Diffuso (Corleone): Tafelbild Maria Magdalena
- Biblioteca Comunale (Palermo): Porträt des Architekten Venanzio Marvuglia (um 1770)
- Palazzo dei Normanni (Palermo): Tafelbild Vizekönig Giovanni Fogliani und seine Ehefrau (um 1770)